# Tooth (bergstopp i Antarktis, lat -62,13, long -58,13)
Tooth är en bergstopp i Antarktis. Den ligger i Sydshetlandsöarna. Argentina, Chile och Storbritannien gör anspråk på området.
Terrängen runt Tooth är kuperad åt nordväst, men österut är den platt. Havet är nära Tooth österut. Trakten är glest befolkad. Närmaste befolkade plats är Commandante Ferraz Station, 14,9 kilometer väster om Tooth. 